# Ruta nacional PE-30 A
La Carretera Nazca-Abancay, oficialmente Ruta nacional PE-30 A es una ruta transversal que recorre las provincia de Nazca en Ica; Lucanas y Páucar del Sara Sara en Ayacucho; Aymaraes y Abancay en Apurímac. Actualmente la vía se encuentra pavimentada. Tiene una longitud de 444.737 km.
Entre los años 2013 y 2016 registró 197 accidentes de tránsito.

## Recorrido
Su recorrido se distribuye de la manera siguiente: Empalme PE-1S (Vista Alegre) - Huallhua - Abra Condorcencca - Lucanas - Pampas Galeras - Puquio - Abra Yauriviri - Negromayo - Pampamarca - Abra Huashuaaccasa - Abra Occe Occe - Abra Chicurumi - Dv. Caraybamba - Chalhuanca - Pte. Cuyca - Dv. Huayllo - Pte. Santa Rosa - Pte. Antarumi - Pte. Casinchinhua - EMP. PE-3S (Puente Sahuinto).